# بيتر كوركيس
بيتر كوركيس هو لاعب كرة قدم عراقي، يلعب في مركز الجناح، يلعب حالياً مع نادي دهوك العراقي ومنتخب العراق. وسبق له اللعب مع نادي هوسكفارنا و نادي يونشونبينغ سودرا ونادي مالمو لعب أيضاً مع منتخب السويد تحت 17 سنة.

## النشأة
ولد بيتر في مدينة سيدني في أستراليا يوم 4 سبتمبر 2000 حيث أن عائلته قررت السفر إلى الخارج، وأقامت في أستراليا، والده مسيحي من الموصل ووالدته من مسيحيي بغداد، ويمتلك بيتر الجنسيتين السويدية والأسترالية.

## روابط خارجية
- بيتر كوركيس على موقع اتحاد السويد (السويدية)
- بيتر كوركيس على موقع قاعدة بيانات كرة القدم.إي يو (الإنجليزية)